# Redburga
Redburga (Wessex, 788 – Wessex, 871) è stata una regina inglese.

## Biografia
Redburga fu la moglie di Egberto del Wessex e, secondo alcuni, potrebbe essere stata la cognata di Carlo Magno come sorella della sua quinta moglie Liutgarda; altre fonti la descrivono sua sorella (anche se l'unica sorella di Carlo Magno si chiamava Gisella) o anche sua pronipote (cosa che sarebbe stata difficile da realizzare nei quarantasei anni dopo la nascita di Carlo Magno) ma anche figlia di sua cognata o di sua nipote. Alcune genealogie la identificano come nipote di Pipino il Breve e pronipote di Carlo Martello; altri studiosi dubitano che sia esistita, a parte il nome in un manoscritto molto successivo, la sua esistenza potrebbe essere stata creata per collegare i primi reali d'Inghilterra al grande imperatore d'Occidente.
Appare in un manoscritto medievale di Oxford ed è descritta come "regis Francorum sororia" che si traduce in italiano "sorella del re dei Franchi". Più specificamente, sororia significa "appartenente alla sorella di qualcuno", quindi cognata.
Secondo alcuni resoconti, Carlo Magno organizzò il matrimonio di Redburga con Egberto del Wessex nell'800. Egberto, che era stato costretto all'esilio alla corte di Carlo Magno da Offa di Mercia, tornò nel Wessex nell'802, dove divenne re e in seguito re di tutta l'Inghilterra. Il figlio di Redburga, Etelvulfo del Wessex, succedette a Egberto del Wessex come re del Wessex. Redburga era anche, secondo questa versione dei fatti, la nonna di Thyra Dannebod, moglie del re vichingo Gorm il Vecchio di Danimarca e madre di Aroldo I di Danimarca e re di Danimarca.
Confonde ulteriormente le cose è la tradizione rivale secondo cui Redburga sopravvisse a Egberto, che secondo questi resoconti morì nell'811. Questo individuo dedicò la sua vita ad aiutare i poveri e divenne noto come "Sant'Ida di Herzfeld". Tra i suoi atti di gentilezza riferiti c'erano ogni giorno riempire di cibo una bara di pietra, quindi darla ai poveri; secondo quanto riferito, fondò anche la chiesa di Hofstadt, in Westfalia, e il convento di Herzfeld, a volte registrato come Herford o Hervorden. dove è sepolta. Fu canonizzata il 26 novembre 980, è la patrona delle spose e delle vedove ed è spesso raffigurata mentre porta una chiesa o con una colomba in bilico sul capo.
Sembra però che questa Sant'Ida fosse sposata con un altro Egberto, duca di tutta la Sassonia tra il Reno e il Weser nominato da Carlo Magno. A meno che l'Egberto riportato nella cronaca anglosassone di aver riguadagnato il suo trono nel Wessex nell'802, ma in realtà, servì invece come sostenitore feudale di Carlo Magno in Sassonia per molti degli anni successivi al suo ritorno nel Wessex, Sant'Ida non era il Raedburh che sposò Egbert di Wessex. Date le differenze inconciliabili nelle date di morte fornite per questi due Egberto, tale conclusione appare più probabile.
Si dice che questo Egberto e Sant'Ida fossero i genitori di Warin, abate di Corvey dall'826 all'856, conte Cobbo il Vecchio, e di Addila o Mathilde, la badessa di Herzfeld; altri suggeriscono che un duca sassone Liudolf, nonno di Enrico l'Uccellatore, fosse anche figlio di Egberto e Ida e che Matilde fosse la loro nipote.
Suo figlio Etelvulfo in seguito divenne re d'Inghilterra. Suo nipote è Alfredo il Grande.